# Pico Moniz
O Pico Moniz é uma elevação portuguesa localizada próxima da freguesia do Porto Formoso, ilha de São Miguel, arquipélago dos Açores.
Este acidente geológico tem o seu ponto mais elevado a 765 metros de altitude acima do nível do mar. Encontra-se nas proximidades desta formação a Lagoa de São Brás e os sitios da Gorreana e do Porto Formoso que são os unicos locais da Europa onde é produzido o chã com base na planta Camellia sinensis. O curso de água da Ribeira da Cafua drena parte das seus encostas.